# Seznam památných stromů v okrese Plzeň-město
Toto je seznam památných stromů v okrese Plzeň-město, v němž jsou uvedeny památné stromy na území okresu Plzeň-město.
| Název                            | Obrázek | Umístění                                     | Druh                | Obvod [v cm] | Kód wikidata     | Galerie                                          | Poznámka |
| -------------------------------- | ------- | -------------------------------------------- | ------------------- | ------------ | ---------------- | ------------------------------------------------ | --- |
| Borovice u Košináře              |         | Bolevec 49°46′43″ s. š., 13°24′12″ v. d.     | borovice lesní      | 246          | 104721 Q11232409 |                                                  | 19 metrů vysoká borovice roste na okraji lesního pozemku v blízkosti rybích sádek u rybníka Košináře.                                                                      |
| Duby u Velkého rybníka           |         | Bolevec 49°46′14″ s. š., 13°23′58″ v. d.     | dub letní (3)       | 716          | 102365 Q11834590 |                                                  | na hrázi Velkého rybníka. 3 stromy. |
| Smrk - Troják v Lánech           |         | Bolevec 49°47′44″ s. š., 13°22′2″ v. d.      | smrk ztepilý        | 328          | 102366 Q12055042 |                                                  | 28 metrů vysoký smrk roste v polesí Druztová l. o. 43 h 1, po žluté tur. zn.                                                                                               |
| Lípa v Dýšině                    |         | Dýšina 49°46′38″ s. š., 13°29′45″ v. d.      | lípa malolistá      | 311          | 102322 Q12034688 |                                                  | V obci u hlavní silnice z Dýšiny na Novou Huť. Výška 22 metrů. |
| Niklojc hruška                   |         | Chouzovy 49°37′53″ s. š., 13°27′59″ v. d.    | hrušeň obecná       | 463          | 106171 Q46227801 | Kategorie „Niklojc hruška“ na Wikimedia Commons  | Soliter v poli v místě zvaném "Na Borkách", mezi Chouzovy a chválenickou lokalitou zvanou "V Babších", podél pole vede modrá tur. značka, od cesty ke stromu je cca 200 m. |
| Koterovská lípa                  |         | Koterov 49°42′42″ s. š., 13°25′44″ v. d.     | lípa velkolistá     | 546          | 102368 Q12031163 | Kategorie „Koterovská lípa“ na Wikimedia Commons | 24 metrů vysoká lípa roste na ostrově Mže u mlýna čp. 17. Chybí vyhlašovací dokumentace.                                                                                   |
| Lípy u Mže                       |         | Křimice 49°45′34″ s. š., 13°18′28″ v. d.     | lípa velkolistá (2) | 509          | 102362 Q12034722 |                                                  | OS(2003) asanační řez. Nedaleko restaurace U Mže v Křimicích nedaleko řeky Mže. 2 lípy.                                                                                    |
| Sedlákova lípa                   |         | Nezbavětice 49°39′35″ s. š., 13°29′39″ v. d. | lípa malolistá      | 414          | 102359 Q12051276 |                                                  | Na poli mezi Nezbavěticemi, Šťáhlavy a Nezvěsticemi. Výška 21 metrů. |
| Alej Kilometrovka                |         | Plzeň 49°45′19″ s. š., 13°21′53″ v. d.       | viz článek          | 0            | 102364 Q12029207 | Kategorie „Kilometrovka“ na Wikimedia Commons    | Mezi tratí a Mží, pod Lochotínem. 273 stromů. |
| Körnerův dub                     |         | Plzeň 49°45′35″ s. š., 13°21′35″ v. d.       | dub letní           | 765          | 102363 Q12032175 |                                                  | OS(1994) komplexní ošetření. V areálu botanické zahrady, na vyhlídce nad ZOO. 30 metrů výška.                                                                              |
| Topol bílý v Lochotínské ulici † |         | Plzeň 49°45′22″ s. š., 13°22′18″ v. d.       | topol bílý          | 385          | 102367 Q12059402 |                                                  | V Lochotínské ulici, původní výška 25 metrů, ochrana zrušena roku 2007, více ve článku.                                                                                    |